# Vito Genovese
Vito Genovese (født 21. november 1897, død 14. februar 1969) var en italienskfødt amerikansk gangster og mafiamedlem. Genovese blev en indflydelsesrig gangster under forbudstiden i USA, hvor han udførte flere opgaver for den amerikanske mafia. Han arbejdede tæt sammen med sin barndomsven Lucky Luciano, der blev en af de vigtigste personer i organiseringen af den organiserede kriminalitet i USA. Genovese var en del af Castellammarese-krigen i begyndelsen af 1930'erne og var med til at forme den amerikanske mafia i årene herefter.
Sammen med Luciano var Vito Genovese aktiv i internationaliseringen af handlen med heroin. Han flygtede i 1937 til Italien for at undgå tiltale for drab. I Italien støttede han Benito Mussolinis fascistiske regime, muligvis af frygt for at blive sendt retur til USA. Ved de allieredes invasion af Italien i 1943 skiftede han side og hjalp de amerikanske tropper i landet. Han vendte tilbage til USA i 1945.
Efter tilbagekomsten blev han igen tilknyttet til Lucianos mafiafamilie, der var ledet af Luciano fra udlandet og af Frank Costello. Genovese havde et ønske om at blive familiens overhoved, men Luciano var imod dette. I 1957 gennemførte han en række drab, der skulle sikre ham magten over mafiaen og De fem familier. Han arrangerede likvideringen af mafiabossen Albert Anastasia og forsøgte af likvidere Frank Costello. Costello trak sig herefter tilbage, og Vito Genovese overtog familien uden at Luciano kunne ikke hindre dette. Familien tog herefter navnet Genovese-familien.
Efter magtovertagelsen i 1957 indkaldte han til et møde blandt mafiabosserne i byen Apalachin, hvor hans magt skulle cementeres. Mødet blev imidlertid opdaget af politiet, der arresterede mange af deltagerne, og selv om de færreste fik alvorlige straffe, mistede Genovese prestige grundet det fejlslagne møde. I 1959 blev han tiltalt og idømt 15 års fængsel for narkokriminalitet. Det er antaget, at der var blevet lagt en fælde for Vito Genovese, og at Luciano var involveret heri. Han forsøgte at drive familien videre fra fængslet, men hans kontrol var mindsket. Han døde i fængslet den 14. februar 1969.

## Opvækst og de tidlige år i New York
Vito Genovese blev født den 21. november 1897 i landsbyen Risigliano i provinsen Napoli. To af hans brødre blev senere en del af Genovese-familien, ligesom Vitos fætter Michael Genovese blev mafiaboss i en mafiafamilie i Pittsburgh.
Vito Genovese gik ud af skolen i Italien efter det der svarer til femte klasse. Da han var 15 i 1913 emigrerede han til USA med sin familie, der slog sig ned i Little Italy på Manhattan. Genovese begyndte sin kriminelle løbebane som ung ved at stjæle varer fra de handlendes salgsboder og -vogne og ved at løbe ærinder for de lokale gangstere. Senere samlede han penge ind fra folk, der spillede i ulovlige lotterier og spil. Da han var 19 sad han i fængsel for ulovlig våbenbesiddelse.
I 1920'erne begyndte Genovese at arbejde for Giuseppe "Joe the Boss" Masseria, gangsteren, der senere blev leder af en magtfuld gruppe gangstere, der senere skulle blive til den mafiafamilie, som Genovese blev leder af. Genovese kendte Salvatore Lucania (senere kendt som "Lucky" Luciano) og Frank Costello, der alle var tilknyttet Masserias bande. Luciano kendte Arnold "The Brain" Rothstein, der hurtigt så mulighederne i spiritusforbuddet, og som fik de unge gangstere til at at etablere en virksomhed med smugling og ulovligt salg af spiritus. Luciano, Frank Costello, og Genovese startede deres egen bootlegging-operation med finansiering fra Rothstein.
Genovese blev i 1930 tiltalt for falskmøntneri, da politiet fandt falske pengesedler med et pålydende på 1 million dollars i et værksted i Brooklyn. Senere på året blev han tiltalt for drabet på Gaetano Reina, en konkurrerende gangster fra the Bronx. Reina havde været allieret med Masseria, men Masseria besluttede at likvidere ham, da han mistænkte ham for at samarbejde med Masserias ærkerival Salvatore Maranzano. Genovese likviderede angiveligt Reina den 26. februar 1930, da han skød ham i hovedet med et haglgevær, da Reina forlod sin elskerindes hus i the Bronx. Masseria tog derefter direkte kontrol over Reinabanden.

## Castellammarese-krigen
I 1930 brød spændinger mellem Joe "the Boss" Masserias bande og Salvatore Maranzanos bander ud i lys lue. Under konflikten indgik Lucky Luciano en hemmelig aftale med Maranzano om, at Luciano ville sørge for, at Masseria blev likvideret mod til gengæld at blive Maranzanos næstkommanderende og at overtage Masserias aktiviteter. Masseria blev inviteret til en restaurant på i Coney Island den 15. april 1931, hvor han blev likvideret mens Luciano havde forladt bordet. Drabsmændene var angiveligt Genovese, Albert Anastasia, Joe Adonis og Benjamin "Bugsy" Siegel; Luciano overtog herefter Masserias familie med Genovese som næstkommanderende ("underboss").
Luciano og Genovese var imidlertid også utilfredse med Salvatore Maranzano, og da Luciano blev advaret om, at Maranzano planlagde at likvidere ham og Genovese, besluttede Luciano i stedet at likvidere Maranzano. Den 10. september 1931 beordrede Maranzano Luciano, Genovese og Frank Costello til et møde på sit kontor formentlig for at likvidere de tre. Luciano sendte i stedet ved hjælp af Meyer Lansky og Siegel fire jødiske gangstere til Maranzanos kontor, hvor de dræbte Maranzano. Luciano var herefter den mest magtfulde gangster i New York og han dannede kort efter organisationen The Commission, der skulle sørge for organiseringen af mafiaen, fordele territorier og mægle i konflikter mellem de forskellige grupperinger.
Genoveses første hustru, Donata Ragone, døde i 1931 af tuberkulose og Genovese meddelte kort efter, at han ville gifte sig igen med sin kusine Anna Petillo, der imidlertid allerede var gift med Gerard Vernotico. Vernotico blev den 16. marts 1931 fundet kvalt på et tag i Manhattan, og den 28. marts 1932 giftede Genovese sig med enken Anna.

## Likvidering af Ferdinand Boccia og flugt til Italien
I 1934 gennemførte Genovese sammen med gangsteren Ferdinand Boccia et svindelnummer, hvor de svindlede $150.000 fra en rig spiller ved et kortspil. Efter kortspillet forlangte Boccia sin andel, $35.000, for at have fundet offeret. Genovese betalte ikke, men besluttede i stedet at likvidere Boccia. Den 19. september 1934 blev Boccia skudt og dræbt af Genovese og fem andre mænd på en kaffebar i Brooklyn.
Den 18. juni 1936 blev Luciano idømt 30 til 50 års fængsel for sine aktiviteter inden for tvungen prostitution. Da Luciano blev sendt i fængsel overtog Genovese den daglige ledelse af Lucianos familie.
Genovese blev den 25. november 1936 amerikansk statsborger, men måtte allerede i 1937 flygte til Italien af frygt for at blive tiltalt for drabet på Boccia. Genovese slog sig ned i byen Nola nær Napoli. Frank Costello overtog herefter den daglige ledelse af Luciano-familien.
I Italien blev Genovese venner med Benito Mussolinis svigersøn og udenrigsminister Galeazzo Ciano efter at have bestukket flere medlemmer af fascistpartiet. Det antages, at Genovese leverede kokain til Ciano. Genovese donere næsten 4 millioner dollars til Mussolinis fascistparti op til 1943, og modtog den italienske Orden af Sankt Maurice og Lazarus og blev commendatore efter han hjalp til med at arrangere etableringen af et nyt fascisthovedkvarter i Nola.
I 1943 gav Genovese angiveligt ordre til likvideringen af Carlo Tresca, udgiveren af en anarkistisk avis i New York og en stærk modstander af Mussolini. Genovese medvirkede angiveligt til drabet som en tjeneste for den italienske regering. Den 11. januar 1943 blev Tresca skudt ned og dræbt på gaden foran sin avis på Manhattan. Drabsmanden var formentlig Carmine Galante, et medlem af Bonanno-familien. Ingen blev tiltalt for drabet.
Da de allierede invaderede Italien i september 1943, skiftede Genovese side og tilbød i stedet sin assistance til den amerikanske hær. New Yorks guvernør Charles Poletti, der i 1943 var tilknyttet den amerikanske hær i Italien, modtog en Packard Sedan som en personlig gave fra Genovese. Genovese fik en stilling som oversætter og forbindelsesofficer i hærens hovedkvarter i Napoli og blev hurtigt en af den allierede provisoriske regerings (AMGOT's) mest betroede medarbejdere. Poletti og den øvrige del af AMGOT kendte ikke til Genoveses baggrund.
Genovese grundlagde sammen med den italienske gangster Calogero Vizzini en af de største sortbørs-virksomheder i det sydlige Italien. Vizzini sendte karavaner af lastbiler læsset med fødevarer til Napoli, hvor Genoveses folk distribuerede varerne til den udsultede befolkning. Alle lastbilerne og transportdokumenterne skulle udstedes eller godkendes af AMGOT på Sicilien og i Napoli.

## Hjemvenden til New York
I sommeren 1944 blev Genovese indblandet i drabet på Ferdinand Boccia i New York, da en af Genoveses tidligere tilknyttede gangstere Ernest "The Hawk" Rupolo afgav vidneudsagn til politiet for at slippe for dødsstraf.
Den 27. august 1944 blev Genovese anholdt af amerikansk militærpoliti i forbindelse med en undersøgelse af hans sortbørsaktiviteter. Det kom frem, at Genovese havde stjålet lastbiler, mel og sukker fra hæren. Da Genoveses baggrund blev undersøgt, kom det frem, at Genovese var på flugt eftersøgt for drabet på Boccia i 1934. Der var imidlertid ikke interesse i at retsforfølge Genovese fra hærens eller den amerikanske regerings side. Efterforskeren, agent Oragne C. Dickey var under hårdt pres fra sine overordnede til at indstille sine undersøgelser, men holdt fast i sine undersøgelser. Genovese forsøgte forgæves at bestikke ham med 250.000$. Det lykkedes Dickey at få Genovese sendt til USA til retsforfølgning, og den 2. juni 1945 blev Genovese stillet for en dommer i New York for drabet på Boccia, hvor Genovese erklærede sig ikke skyldig i tiltalen. Den 10. juni 1946 blev et af sagens hovedvidner, Jerry Esposito, fundet skudt i en vejkant i New Jersey. Tidligere var et andet vidne, Peter LaTempa, blevet fundet død i sin celle.
Uden andre vidner end Rupolo opgav anklagemyndigheden sagen den 10. juni 1946. Dommeren Samuel Leibowitz udtalte:
 Jeg kan ikke tale for juryen, men jeg tror, at hvis der overhovedet var en flig at bekræftende beviser, ville De være blevet dømt til den elektriske stol.
 (I cannot speak for the jury, but I believe that if there were even a shred of corroborating evidence, you would have been condemned to the chair) 

## Opstigen til magten i New York
Da Genovese blev løsladt fra varetægtsfængsel i 1946, kunne Genovese igen tilslutte sig Luciano-familien i New York; men hverken den fungerende leder Frank Costello eller dennes underboss Willie Moretti var indstillede på at lade Genovese få sin gamle magtposition som fungerede leder tilbage.
Senere på året indkaldte Meyer Lansky til en konference mellem De fem familier i Havana på Cuba, den såkaldte Havana-konference. På konferencen skulle familierne primært drøfte heroinhandlen, kasinoaktiviteter i Cuba og problemerne med Bugsy Siegel og Siegels problematiske hotelprojekt i Las Vegas, The Flamingo Hotel. Under konferencen havde Luciano den 20. december et privat møde med Genovese på Lucianos hotelværelse. Under mødet forsøgte Genovese at overtale Luciano til at acceptere, at Genovese skulle overtage den fulde ledelse af familien og blive "Bossernes boss". Luciano, der i modsætning til Frank Costello aldrig havde stolet på Genovese, afviste forslaget ifølge sin selvbiografi således:
Der er ingen Bossernes boss. Jeg har foran alle afvist det. Hvis jeg nogensinde ombestemmer mig, så er det mig, der tager titlen. Men det vil ikke være op til dig. Lige nu arbejder du for mig, og jeg er ikke i humør til at gå på pension. Lad mig aldrig høre det igen, ellers mister jeg besindelsen.

(There is no Boss of Bosses. I turned it down in front of everybody. If I ever change my mind, I will take the title. But it won't be up to you. Right now you work for me and I ain't in the mood to retire. Don't you ever let me hear this again, or I'll lose my temper).
Genovese var nu capo med ansvar for sin tidligere bande i Greenwich Village. Underboss i Luciano-familien, Guarino "Willie" Moretti, blev efter ordre fra The Commission likvideret den 4. oktober 1951, da de andre mafiabosser var utilfredse med Morettis vidneforklaring under de senatshøringer, der blev gennemført under senator Kefauver. Costello udpegede herefter Genovese som ny underboss i familien.
I december 1952 sagsøgte Vito Genoveses hustru, Anna Genovese, ham for økonomisk bistand og indgav ansøgning om skilsmisse i 1953. Hun afgav tillige vidneudsagn om Vitos involvering i kriminelle aktiviteter, hvilket indtil da var uset i mafiaen. Hun havde to år forinden fraflyttet det fælles hjem i New Jersey. Hun bad retten om hustrubidrag på $350 om ugen. Ifølge Anna Genovese kontrollerede Vito Genovese ulovligt lottospil i New York og New Jersey med en indtægt på 1 million dollars om året, ligesom han ejede fire natklubber i Greenwich Village, en hundevæddeløbsbane i Virginia og flere andre lovlige virksomheder. Hendes krav blev afvist i appelretten i 1954.
I 1953 gav Vito Genovese angiveligt ordre til likvideringen af gangsteren Steven Franse. Genovese havde bedt Franse om at holde øje med Anna, mens han var på flugt i Italien. Rasende over Annas mulige utroskab og sagsanlægget mod ham, bad han gangsteren Joseph Valachi om at sørge for, at Franse blev likvideret. Den 18. juni 1953 inviterede Valachi Franse til sin restaurant i the Bronx, hvor Franse blev kvalt af Pasquale Pagano og Valachis nevø Fiore Siano.
I midten af 1950'erne besluttede Genovese at gå op imod Frank Costello. For at kunne overtage Luciano-familien var det dog nødvendigt også at eliminere Costellos tætte allierede i The Commission, Albert "The Mad Hatter" Anastasia, der var overhoved i Anastasia-familien. Genovese planlagde med Carlo Gambino, Anastasias underboss, at eliminere Anastasia.
I begyndelsen af 1957 besluttede Vito Genovese, at tilden var kommet til at eliminere Costello. Genovese beordrede Vincent Gigante til at likvidere Costello, og den 2. maj 1957 udførte Gigante et attentat på Costello, hvor han på klods hold skød Costello udenfor Costellos hjem. Attentatet mislykkedes imidlertid, og Costello slap fra attentatet uden alvorlige mén. På trods heraf besluttede Costello, at trække sig tilbage som overhoved for Luciano-familien, og overlade posten til Vito Genovese. Familien tog herefter navnet Genovese-familien. Attentatmanden Gigante var genkendt af en dørmand i bygningen, men under retssagen forklarede Costello, at han ikke kunne genkende Gigante, der herefter blev frikendt for drabsforsøg.
I slutningen af 1957 gav Genovese og Gambino antageligvis ordre til at likvidere Anastasia. Anastasia blev likvideret den 25. oktober 1957 i en barbersalon i Midtown på Manhattan, mens han sad i barberstolen. Drabet blev aldrig opklaret.

## Mødet i Apalachin og fængsling
Umiddelbart efter likvideringen af Anastasia indkaldte Genovese til en konference mellem mafiabosserne. Mødet skulle finde sted på gangsteren Joseph Barbaras landsted i den lille by Apalachin midtvejs mellem New York City og Buffalo. På mødet skulle Genovese konsolidere sin magt som den mest fremtrædende mafiaboss, og ellers drøfte fordelingen af mafiaens interesser i Cuba, salget af heroin, fordeling af territorier og kontrollen med fagforeningerne inden for beklædningsindustrien.
Mødet fandt sted den 14. november 1957, hvor en lang række af de fremtrædende mafiosi fra USA og Italien deltog.
En lokal politimand, Edgar D. Croswell, var imidlertid blevet opmærksom på, at Joseph Barbaras søn havde reserveret mange hotelværelser i området og at han havde bestilt store mængder kød hos den lokale slagter i byen. Aktiviteterne vakte Croswells mistanke og han besluttede derfor at holde øje med Barbaras hus. Da der ankom flere luksusbiler til Barbaras hus, blev nummerpladerne tjekket, og det viste sig, at flere af bilerne tilhørte kendte gangstere. Politiet opsatte herefter vejspærringer i området. Da gangsterne opdagede, at politiet var aktive i området, forlod de hurtigt mødet. Nogle tog af sted i biler, andre flygtede til fods gennem de omkringliggende skove. Genovese blev stoppet i en bil med fire andre personer, men blev ikke anholdt.
Udgangen på mødet vakte vrede hos flere mafiosi, der anså Genovese som ansvarlig for fiaskoen.
Den 2. juni 1958 var Genovese indkaldt til at afgive vidneforklaring under senatshøringer om organiseret kriminalitet, de såkaldte McClellan-høringer. Genovese nægtede at besvare spørgsmål, og påberåbte sig den amerikanske forfatnings artikel 5 om selvinkriminering 150 gange under høringen.
Luciano betalte angiveligt sammen med andre $100.000 til en narkohandler for at afgive vidneudsagn om, at Genovese var indblandet i en narkohandel, og den 7. juli 1958 blev Genovese tiltalt for narkohandel. Narkohandleren forklarede under sagen, at Genovese havde mødte s med ham som led i handlen, og den 4. april 1959 blev Genovese kendt skyldig. Han blev idømt 15 års fængsel, der blev afsonet i Atlanta. Han forsøgte at drive familien fra fængslet. I bogen Five Families skriver journalisten Selwyn Raab, at mange efterforskere og mafia-eksperter er tvivlende overfor grundlaget for Genoveses dom, allerede fordi, det er meget usandsynligt, at en højtstående mafia-boss ville lade sig involvere direkte i en narkohandel.
Fra fængslet beordrede Genovese angiveligt i september 1959 likvideringen af gangsteren Anthony Carfano. Carfano var vred over drabsforsøget på Costello og var blevet væk fra mødet i Apalachin i protest. Carfano blev fundet dræbt i sin Cadillac sammen med en kvinde den 25. september 1959. Tilsvarende beordrede Genovese angiveligt likvideringen af Anthony Strollo, som Genovese mente havde medvirket i komplottet mod ham. Strollo forsvandt den 8. april 1962; liget er aldrig fundet.
Genovese var indsat i et fængsel i Atlanta, hvor også gangsteren Joseph Valachi afsonede en dom. Genovese beskyldte Valachi til at have givet information til politiet og skulle have udlovet en dusør på 100.000$ til den, der dræbte Valachi. Valachi forvekslede tilsyneladende en medfange som sin potentielle drabsmand, hvorefter Valachi dræbte medfangen. Valachi blev idømt livsvarigt fængsel for drabet, men besluttede sig herefter at samarbejde med politiet, hvilket senere ledte til opklaring af en lang række drab og anden kriminalitet.
Den 24. august 1964 blev liget af Ernest Rupolo fundet i et sumpområde ved Queens med to cementblokke støbt om fødderne. Det er antaget, at Genovese beordrede likvideringen af Rupolo, der havde vidnet mod ham under retssagen i 1944 om drabet på Ferdinand Boccia.

## Død
Genovese døde af et hjerteanfald i et fængsel i Springfield i Missouri den 14. februar 1969.
Han er begravet på Saint John Cemetery i Middle Village i Queens.